# M1-92
M1-92（足跡星雲、Minkowski 92）是一個原行星狀星雲。它出現在1990年代的哈伯太空望遠鏡影像中。雙極的行星狀星雲具有由來自中央恆星的物質形成的特定形狀雙瓣。天文學家戲稱此天體為足跡星雲。

## 外部連結
- Footprint Nebula Observation Page
- Footprint Nebula Strasbourg astronomical Data Center （页面存档备份，存于）